# Franciszek Jerzy Ossoliński
Franciszek Jerzy Ossoliński herbu Topór, (zm. przed 1690) – starosta wojnicki (1660), cześnik podolski (w 1685), dworzanin królewski (w r. 1660).
Jego ojcem był Mikołaj Ossoliński (zm. 1653) – dworzanin królewski (w r. 1646), elektor z województwa ruskiego (1648) i dworzanin królewski.
Jego matką była Krystyna Zuzanna Wieszczycka (zm. 1650).
Franciszek ożenił się po 1655 r. z Teresą Proską h. Samson, a po 1659 r. z córką bogatego kupca ormiańskiego - Teresą Hadziewicz h. Wieniawa (zm. ok. 1693).
Pod koniec życia na Franciszku Jerzym Ossolińskim ciążył wyrok banicji.